# قسم سراب الريفي (مقاطعة إيوان)
قسم سراب الريفي (بالفارسية: دهستان سراب) هو قسم ريفي في الناحية المركزية لمقاطعة إيوان التابعة لمحافظة إيلام في إيران. في تعداد عام 2006، كان عدد سكانه 3,690 نسمة في 813 عائلة. يتكون قسم سراب الريفي من 12 قرية. 